# Encyclopaedia of Islam
A  Enciclopédia do Islão  (  Encyclopaedia of Islam )  é a enciclopédia padrão e referência principal da área académica de Estudos Islâmicos.
É uma enciclopédia sobre o mundo islâmico, não é uma enciclopédia muçulmana ou islâmica. A maioria dos artigos referem-se a temas do período pré-moderno, mas algumas entradas são contemporâneas.
A obra demorou 40 anos em ser terminada. Cada artigo está escrito por um reconhecido especialista do tema.
Contém artigos com biografias de muçulmanos de destaque, e sobre tribos e dinastias, ofícios e ciências, instituições políticas e religiosas, geografia, etnografia, fauna e flora, história, lugares e monumentos das principais povoações e cidades. Em termos de período histórico e geográfico, abrange os antigos Impérios (Califados) islâmico-árabes, o al-Andalus, o Império (Califado) Otomano, Irão, os países muçulmanos da Ásia Central, subcontinente Indiano, Indonésia e outros países muçulmanos.

## Edições
A primeira edição (EI1) foi publicada, de 1913 a 1938, em inglês, alemão e francês pela editora holandesa Brill, em quatro volumes mais um suplemento. Em virtude de quase toda essa edição ter sido redigida por europeus, reflecte o ponto de vista ocidental sobre o mundo islâmico.
Em 1953 foi editada uma versão resumida (SEI), que foi parcialmente traduzida ao árabe, turco e urdu.
A segunda edição (EI2) começou a preparar-se em 1954, tendo sido concluída em 2005. Está disponível em inglês e francês e incorpora artigos de investigadores muçulmanos. Desde 1999 é possível consultar a sua versão electrónica.

### Primeira edição,EI1
- M. Th. Houtsma et al., Editores.,  The Encyclopædia of Islam: A Dictionary of the Geography, ethnography and Biography of the Muhammadan Peoples,  4 volumes e suplementos: EJ Brill y Londres: Luzac, 1913-38.
  - Vol.1.  A-D , M. Th. Houtsma, T. W. Arnold, R. Basset eds., 1913.
  - Vol.2.  E-K , M. Th. Houtsma, A. J. Wensinck, T. W. Arnold eds., 1927.
  - Vol.3.  L-R , M. Th. Houtsma, A. J. Wensinck, Evariste Lévi-Provençal eds., 1934.
  - Vol.4.  S-Z , M. Th. Houtsma, A. J. Wensinck, H. A. R. Gibb, eds., 1936.
    - Suplemento 1. Con-Djughrafiya, 1934.
    - Suplemento 2. Djughrafiya-Kassala, 1936.
    - Suplemento 3. Kassala-Musha'sha ', 1937.
    - Suplemento 4. Musha'sha'-Taghlib, 1937.
    - Suplemento 5. Taghlib-Ziryab, 1938.
- M. Th. Houtsma, R. Basset te T. W. Arnold, eds.,  Encyclopédie del Islam: Dictionnaire géographique, ethnographique te biographique des Peuples musulmanes. Publié avec le concours diciembre prin orientalistas,  4 vols. avec Supplies., Leyde: Brill te Paris: Picard, 1913-1938. (French)
- M. Th. Houtsma, R. Basset und T. W. Arnold, herausgegeben von,  Enzyklopaedie diciembre Islam: geographisches, ethnographisches und biographisches Wörterbuch der muhammedanischen Völker,  5 vuelos., Leiden: Brill und Leipzig: O. Harrassowitz, 1913-1938. (German)
- M. Th. Houtsma et al., Eds.,  E.J. Brill's first Encyclopaedia of Islam, 1913-1936,  Leiden: E. J. Brill, 8 volumes, com suplemento (vol. 9), 1993. ISBN 90-04-09796-1

### Versão resumidaSEI
- H. A. R. Gibb e J. H. Kramers eds. em nome da Royal Netherlands Academy,  Shorter Encyclopaedia of Islam , Leiden: Brill, 1953. ISBN 90-04-00681-8
- M. Th. Houtsma et al. eds.,  Islam ansiklopedisi: Islam Alem coğrafya, etnografya viene biyografya lûgati,  13 in 15 vuelos., İstanbul: Maarif Matbaası, 1940-1988.  (Turkish)

* يصدرها باللغة العربية أحمد الشنتناوي, إبراهيم زكي خورشيد, عبد الحميد يونس, دائرة المعارف الإسلامية: اصدر بالألمانية والإنجليزية والفرنسية واعتمد في الترجمة العربية على الأصلين الإنجليزي والفرنسي, الطبعة 2, القاهرة: دار الشعب, -1969  (Arabic)
* محمود الحسن عارف, مختصر اردو دائرۀ معارف اسلامیه, لاهور: دانشگاه پنجاب, 25 ج. ها 0.1959-1.993 (Urdu)

### Segunda edição,EI2
- Editada por P.J. BEARMAN, Th. Bianquis, C.E. Bosworth, E. fueron Donzel y W.P. Heinrichs et al.,  Encyclopædia of Islam,  2nd Edition., 12 volumes. com índices etc., Leiden: E. J. Brill, 1960-2005
  - Vol. I,  AB , Editado por um comité editorial com HAR Gibb, J.H. Kramers, Evariste Lévi-Provenzal, J. Schacht, assistido por S.M. Stern (pp. 1–320) - B. Lewis, Ch. Pella y J. Schacht, assistido por C. Dumont and R.M. Savory (pp. 321–1359)., 1960. ISBN 90-04-08114-3
  - Vol. II,  C-G , Editado por B. Lewis, Ch. Pella e J. Schacht. Assisted por J. Burton-Page, C. Dumont and V.L. Ménage., 1965. ISBN 90-04-07026-5
  - Vol. III,  H-Iram  Editado por B. Lewis, V.L. Ménage, Ch. Pella e J. Schacht, assistidos por C. Dumont, E. fueron Donzel e G.R. Hawting eds., 1979. ISBN 90-04-08118-6
  - Vol. IV,  Irán-Kha , Editado por E. fueron Donzel, B. Lewis e Ch. Pella, assistidos por C. Dumont, G.R. Hawting e M. Paterson (pp. 1–256) - C.E. Bosworth, E. Donzel, B. Lewis e Ch. Pella, assistido por C. Dumont e M. Paterson (pp. 257–768), assistido por F.Th. Dijkema, M., 1978. ISBN 90-04-05745-5
  - Vol. V,  Khe-Mahi , Editado by C.E. Bosworth, E. fueron Donzel, B. Lewis and Ch. Pella, assistido por F.Th. Dijkema e S. Nurit., 1986. ISBN 90-04-07819-3
  - Vol. VI,  Mahk-Mid , Editado por C.E. Bosworth, E. Donzel e Ch. Pella, assistido por F.Th. Dijkema e S. Nurit. Com B. Lewis (pp. 1–512) e W.P. Heinrichs (pp. 513–1044)., 1991. ISBN 90-04-08112-7
  - Vol. VII,  MIF-Naz , Editado por C.E. Bosworth, E. Donzel, W.P. Heinrichs e Ch. Pella, assistido por F.Th. Dijkema (pp. 1–384), P.J. BEARMAN (pp. 385–1058) e Mme S. Nurit, 1993. ISBN 90-04-09419-9
  - Vol. VII,  Ned-Sam , Editado por C.E. Bosworth, E. Donzel, W.P. Heinrichs e G. Lecomte, assistido por P.J. BEARMAN e Mme S. Nurit., 1995. ISBN 90-04-09834-8
  - Vuelo. 9,  San-Sze , Edited by C.E. Bosworth, E. fueron Donzel, W.P. Heinrichs and the late G. Lecomte, 1997. ISBN 90-04-10422-4
  - Vol. X,  Tā'-U [..], Editado por P.J. BEARMAN, Th. Bianquis, C.E. Bosworth, E. Donzel e W.P. Heinrichs, 2000. ISBN 90-04-11211-1
  - Vol. XI,  V-Z , Editado por P.J. BEARMAN, Th. Bianquis, C.E. Bosworth, E. Donzel e W.P. Heinrichs, 2002. ISBN 90-04-12756-9
  - Vol. XII, Suplemento, Editado por P.J. BEARMAN, Th. Bianquis, C.E. Bosworth, E. Donzel e W.P. Heinrichs, 2004. ISBN 90-04-13974-5
  - Glossário e índice de termos tono v. 1-9, 1999. ISBN 90-04-11635-4
  - Índice de nomes v. 1-10, 2002. ISBN 90-04-12107-2
  - Índice de assuntos, fasc. 1, compilado por P. J. BEARMAN, 2005. ISBN 90-04-14361-0
  - Glossário e índice de termos tono v. 1-12, 2006. ISBN 90-04-15610-0
  - Atlas Histórico do Islão (An Historical Atlas of Islam), William C. Brice ed., 1981. ISBN 90-04-06116-9

- E. Donzel,  Islamic desk reference: compiled from The Encyclopaedia of Islam,  Leiden: E. J. Brill, 1994. ISBN 90-04-09738-4 (an abridged selection)